# Koritnica, Tolmin
Koritnica je naselje v Občini Tolmin.